# Bogobe
Le bogobe, appelé aussi phaletšhe, est un type de porridge consommé au Botswana et constitue également un plat national de ce pays. Le plat est généralement remué avec un fouet en bois traditionnel, appelé lehetho, et a une consistance semblable à celle d'une bouillie lorsqu'il est entièrement cuit. Il est souvent consommé lors des mariages et autres rassemblements sociaux.

## Ingrédients et préparation
La recette inclut de la farine de sorgho, une moitié de citron ou de melon, une tasse de lait aigre, du madila ou de la mayonnaise, et enfin de l'eau, du sel ou du sucre.
Après avoir fait bouillir une casserole d'eau, la farine de maïs ou de sorgho est mélangée dans un bol séparé avec un peu d'eau froide pour former une pâte lisse, qui est ensuite ajoutée à l'eau bouillante. Après une vingtaine de minutes de cuission à feu doux, la pâte est servie chaude. Une version sucrée peut se concocter en ajoutant du sucre et du lait, la version traditionnelle se servant simplement avec une pincée de sel. 
Une variante appelée bogobe jwa lerotse est caractérisée par une saveur délicate conférée par le melon lerotse, un type de fruit qui rappelle visuellement une pastèque typique et se distingue par sa chair de couleur orange. Le lerotse a une saveur neutre lorsqu'il est cru, mais il confère une saveur unique au plat lorsqu'il est cuit. Son ingrédient principal est le melon lerotse, une variété moins sucrée de pastèque indigène du Botswana qui a un goût plus proche du concombre lorsqu'il est cru. En plus du lerotse, qui est coupé en morceaux et bouilli, le plat comprend de la farine de sorgho et du lait aigre.